# ستيف جوبز: الرجل في الآلة
ستيف جوبز: الرجل في الآلة (الإنجليزية: Steve Jobs: The Man in the Machine) هو فيلم وثائقي صدر عام 2015 عن ستيف جوبز من إخراج وإنتاج أليكس جيبني. بعد العرض الأول للفيلم عالميًا في قسم Headliners في مهرجان ساوث باي ساوث ويست السينمائي في 14 مارس 2015، تم إصدار الفيلم في إصدار محدود في دور العرض وعلى VOD في 4 سبتمبر 2015.

## الشخصيات
- بوب بيلفيل[2]
- كريسان برينان[2][3]
- نولان بوشنيل
- آندي جرينيون[2]
- دانييل كوتكي[2][3]
- فريد أندرسون
- ستيف جوبز (أرشيفية)[3]
- مايكل س. مالون[2]
- ريجيس ماكينا[2]
- مايكل موريتز[2]
- جو نوسيرا[2]
- جون روبنشتاين[2]
- أفي تيفانيان[2]
- شيري توركل[2]
- ستيف وزنياك(أرشيفية) [3]
- الراوي: أليكس جيبني[2]

## المحتوى
يتضمن الفيلم الوثائقي الخطاب الرئيسي الذي ألقاه ستيف جوبز في شركة أبل عام 1983 والذي قدم من خلاله إعلان سوبر بول 18 الشهير عام 1984 والذي أخرجه ريدلي سكوت، بالإضافة إلى إلقاء نظرة على تاريخ جهاز أبل ماكنتوش، ويتضمن الفيلم لقطات خلف الكواليس لعملية صنع الإعلان.
في أحد أجزاء الفيلم الوثائقي يظهر إعلان آي بود نانو الذي تظهر فيه المغنية الكندية فيست وهي تؤدي أغنيتها المنفردة 1234 وهو ما ساعد كل من ي بود نانووالأغنية على اكتساب الاهتمام في الثقافة الشعبية. عند فحص منتجات شركة أبل من أجهزة آي بود وآيفون، يتم عرض لقطات من فيلم "حتى نهاية العالم" للمخرج ويم فيندرز عام 1991 لتسليط الضوء على التأثيرات الاجتماعية التي خلفتها هذه المنتجات على التفاعل البشري والعزلة.

## الاطلاق
تم عرضه لأول مرة عالميًا في قسم Headliners في مهرجان ساوث باي ساوث ويست في 14 مارس 2015. تم إصداره في إصدار محدود في دور العرض بواسطة ماغنوليا بيكتشرز وعلى VOD بواسطة ماغنوليا للترفيه المنزلي في 4 سبتمبر 2015.

## الاستقبال
على روتن توميتوز، حصل الفيلم على نسبة موافقة بلغت 74%، بناءً على 80 مراجعة، مع متوسط تقييم 7.10/10. يقرأ إجماع الموقع الإلكتروني، "يقدم فيلم Steve Jobs: Man in the Machine مشاهدة ممتعة، حتى لو لم يتعمق في موضوعه المعقد."  على موقع ميتاكريتيك، حصل الفيلم على متوسط درجة مرجح يبلغ 72 من 100، بناءً على 20 ناقد، مما يشير إلى "مراجعات إيجابية بشكل عام". بالنيابة عن موقع روجر إيبرت، منح جودفري تشيشاير الفيلم الوثائقي ثلاثة من أصل أربعة نجوم، مشيدًا بـ"الفضيلة السينمائية" لجيبني لتضمينه بعض "مواد المقابلة العاطفية للغاية التي لا يمكن معادلتها بالصفحة المطبوعة" (في إشارة إلى كتاب السيرة الذاتية للصحفي والمؤلف والتر إيزاكسون ستيف جوبز ).

## روابط خارجية
- الموقع الرسمي
- ستيف جوبز: الرجل في الآلة  في قاعدة بيانات الأفلام على الإنترنت (بالإنجليزية)